# Униан-ду-Уэсти
Униан-ду-Уэсти (порт. União do Oeste)  —  муниципалитет в Бразилии, входит в штат Санта-Катарина. Составная часть мезорегиона Запад штата Санта-Катарина. Входит в экономико-статистический  микрорегион Шапеко. Население составляет 3312 человека на 2006 год. Занимает площадь 93,058 км². Плотность населения — 35,6 чел./км².

## Статистика
- Валовой внутренний продукт на 2003 составляет 37.208.137,00 реалов (данные: Бразильский институт географии и статистики).
- Валовой внутренний продукт на душу населения на 2003 составляет 11.113,54 реалов (данные: Бразильский институт географии и статистики).
- Индекс развития человеческого потенциала на 2000 составляет 0,806 (данные: Программа развития ООН).